# Podkogelj
Podkogelj je naselje v Občini Velike Lašče.